# Mitologia hitită

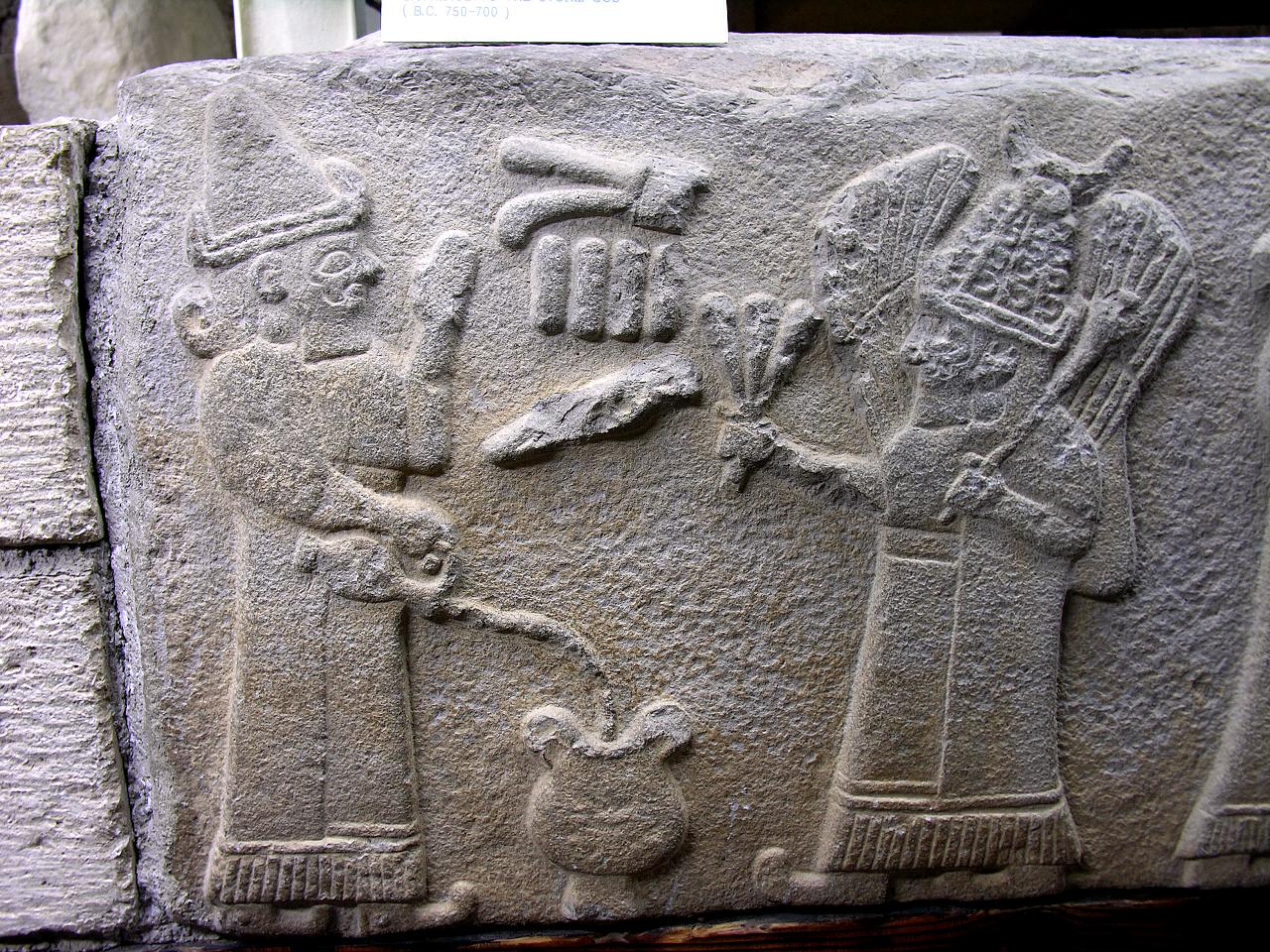
Arma, zeul hitit al Lunii

Religia și mitologia hitită a fost setul de credințe religioase al hitiților, popor indo-european originar din Anatolia. 
Nu foarte multe informații s-au păstrat privitoare la ritualurile sacre hitite. S-au descoperit unele texte religioase folosite pentru antrenarea scribilor, însă cele mai multe dintre acestea datează de la sfârșitul Imperiului Hitit. Documente privind organizarea templelor sau administrarea cultului reprezintă cele mai răspândite scrieri religioase rămase.
Înțelegerea modernă a mitologiei hitite ține de interpretarea textelor rămase, a simbolurilor de pe sigiliile descoperite, sau a structurii templelor. Se cunosc elemente a iconografiei religioase hitite, datorită pietrelor Huwasi descoperite (reprezentări din piatră a divinităților hitite, considerate sacre). Zeii hitiți erau adesea reprezentați alături de animalul lor simbolic.